# Columbia (personificación)

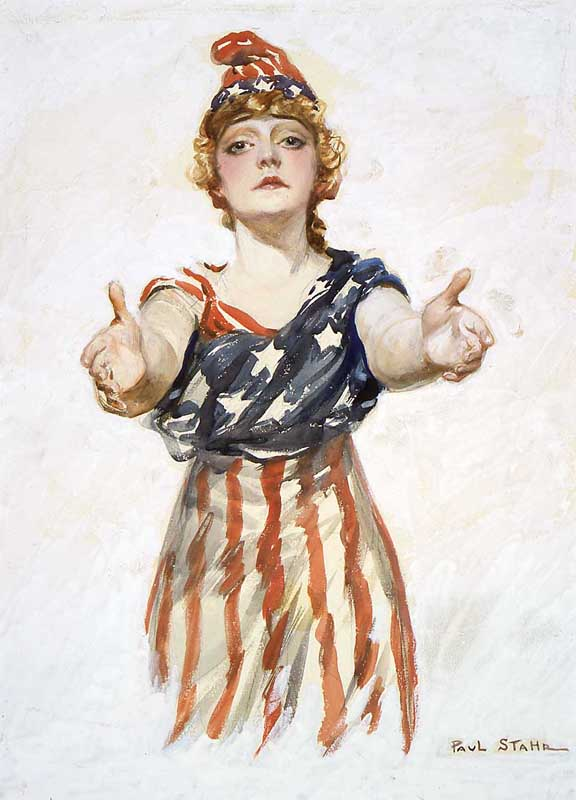
Columbia personificada, de un póster patriótico de la Primera Guerra Mundial.

Columbia es la personificación femenina de los Estados Unidos de América y un término histórico para referirse al continente americano y al Nuevo Mundo. Ha inspirado los nombres de muchos lugares, organismos, instituciones y empresas del Hemisferio Occidental. 
La imagen de la estatua de la Libertad ha desplazado a Columbia como la representación personificada femenina de EE. UU. desde alrededor de 1920.

## Etimología
Columbia es un neologismo de neolatín, basado en el apellido del descubridor Cristóbal Colón. La terminación -ia es común en los nombres en latín de los países, por ejemplo Britania «Gran Bretaña», Galia «Francia», Hispania «España». El significado puede ser entendido como «la tierra de (descubierta por) Colón».

## Historia

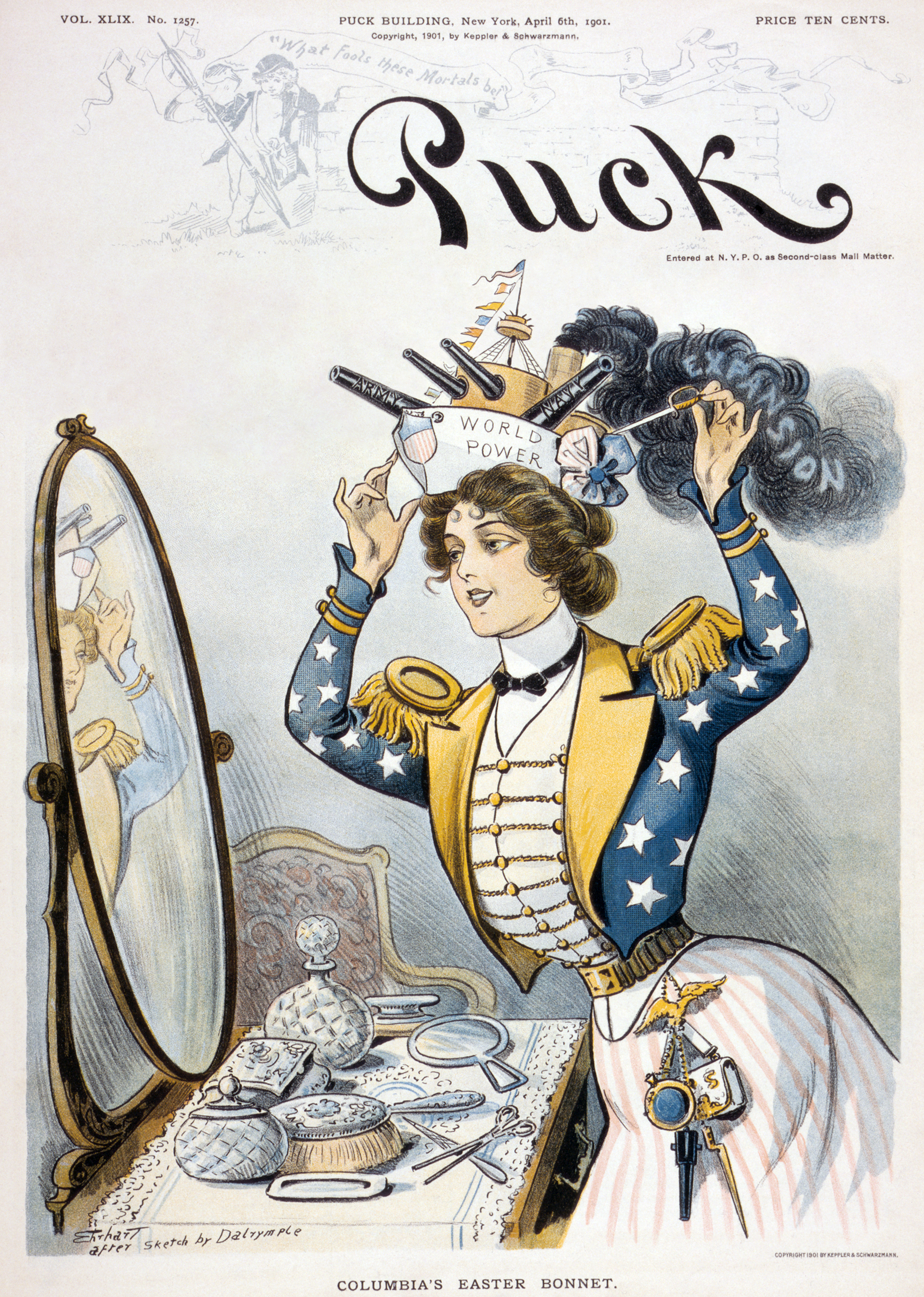
Columbia vistiendo como sombrero un barco de guerra, llevando las palabras «World Power» (Potencia Mundial), (portada de Puck, 6 de abril de 1901).

El nombre de Columbia para referirse a América (entendido como las colonias europeas del Nuevo Mundo) apareció por primera vez en 1738, en el semanario de debates del Parlamento Británico en The Gentleman's Magazine, de Edward Cave. Publicar los debates parlamentarios era técnicamente ilegal, por ello solían ser publicados bajo el disfraz de Informes de los debates del Senado de Lilliput, donde se usaban nombres ficticios para la mayoría de las personas y lugares que aparecían en el documento. La mayoría eran clarísimos anagramas o distorsiones similares de los nombres reales; otros cuantos fueron tomados de Los viajes de Gulliver, de Jonathan Swift y unos pocos eran de estilo clásico o neoclásico. Tales fueron Ierne para Irlanda, Iberia para España, Noveborac para Nueva York y Columbia para América.
El nombre pudo haber sido acuñado por Samuel Johnson, quien se piensa fue el autor de un ensayo preliminar (en el cual ya aparecía «Columbia») en el cual se explicaba la presunción de sustituir los nombres «liliputianos» por los ingleses; Johnson también anotó los Debates entre 1740 y 1743. El nombre continuó apareciendo en The Gentleman's Magazine hasta diciembre de 1746. Columbia posee una base similar al nombre de América, sustituyendo la raíz del apellido Colón por la raíz del nombre del menos conocido Américo Vespucio.
Durante la Revolución, el nombre Columbia había perdido el matiz cómico de sus orígenes «liliputienses» y se había establecido como una alternativa o nombre poético para América. Si bien el nombre América se escanea necesariamente con cuatro sílabas, según las reglas de versificación inglesa del siglo XVIII, Columbia normalmente se escaneaba con tres, lo que a menudo es más conveniente desde el punto de vista metrológico. El nombre aparece, por ejemplo, en una colección de poemas escritos por graduados de Harvard en 1761, con motivo del matrimonio y la coronación del rey Jorge III.
El nombre «Columbia» se utilizó rápidamente en una gran variedad de artículos que reflejan la identidad estadounidense, aplicándose a muchos condados, pueblos y ciudades, así como otras instituciones, por ejemplo:
- En 1784, el antiguo King's College de la ciudad de Nueva York cambió su nombre por el de Columbia College, que se convirtió en el núcleo de la actual Ivy League Columbia University.
- En 1786, Carolina del Sur dio el nombre de «Columbia» a su nueva capital. Columbia también es el nombre de al menos otras diecinueve ciudades en los Estados Unidos.
- En 1791, tres comisionados nombrados por el presidente Washington nombraron el área destinada para la sede del gobierno de los Estados Unidos «el Territorio de Columbia»; posteriormente (1801) fue organizado como el Distrito de Columbia.
- En 1792, el velero Columbia Rediviva dio su nombre al río Columbia en el noroeste de los Estados Unidos (mucho más tarde, el navío le daría su nombre al transbordador espacial Columbia).
- En 1798, Joseph Hopkinson escribió la letra de la primera «Marcha del Presidente» de Philip Phile en 1789 bajo el nuevo título de «Hail, Columbia». Una vez utilizado como himno nacional de facto de los Estados Unidos, ahora se utiliza como la marcha de entrada del Vicepresidente de los Estados Unidos.
- En 1865 en la novela de Julio Verne De la Tierra a la Luna, la nave espacial a la luna fue disparada desde un cañón «Columbiad» gigante.

## Personificación
Como una figura casi mítica, Columbia aparece por primera vez en la poesía de la afroestadounidense Phillis Wheatley a partir de 1776 durante la guerra de independencia.
Especialmente en el siglo XIX, Columbia se visualizaría como la personificación nacional femenina de los Estados Unidos y de la libertad, comparable a la Britania británica , la italiana Italia Turrita y la francesa Marianne, a menudo vista en caricaturas políticas de los Estados Unidos durante el siglo XIX y principios del siglo XX. Esta personificación a veces se llamaba «Lady Columbia» o «Miss Columbia» y tal iconografía usualmente personificaba a América en la forma de una reina india o una princesa nativa americana.
La imagen de la personificación de Columbia nunca fue corregida, pero a menudo se presentaba como una mujer vestida con túnicas clásicas decoradas con estrellas y rayas. Una versión popular le dio un vestido de rayas rojas y blancas y una blusa, chal o fajín, azul salpicado de estrellas blancas. Su tocado variaba; a veces incluía plumas que recordaban un tocado de nativo americano o una corona de laurel, un símbolo representativo de la libertad.
En la Primera Guerra Mundial, el nombre «Liberty Bond» para bonos de ahorro fue muy publicitado, a menudo con imágenes de la Estatua de la Libertad. La personificación de Columbia dejó de usarse y fue reemplazada en gran parte por la Estatua de la Libertad como símbolo femenino de los Estados Unidos. Cuando Columbia Pictures adoptó a Columbia como su logotipo en 1924, apareció (y aún aparece) con una antorcha, similar a la Estatua de la Libertad, a diferencia de las representaciones de Columbia en el siglo XIX.
Se pueden encontrar estatuas de Columbia en distintos lugares como:
- La Estatua de la Libertad de 1863 en la cima del edificio del Capitolio de los Estados Unidos, aunque en realidad no se llama «Columbia», comparte muchas de sus características icónicas.
- Encima del Memorial Hall de Filadelfia, construido en 1876.
- La réplica de la Estatua de la República («Dama Dorada») en Jackson Park de Chicago a menudo se entiende como Columbia. Es uno de los íconos restantes de la Exposición Mundial Colombina de Chicago de 1893.
- En el National Memorial Cemetery of the Pacific, dedicado en 1949.
- En el Monumento de Angola, Indiana.

## Apariciones modernas
Desde 1800, el nombre Columbia ha tenido una gran variedad de usos:
- El nombramiento en 1819 de la nueva República independiente como Colombia, derivado del apellido de Cristóbal Colón.[2]
- En la década de 1840, la provincia canadiense de la Columbia Británica fue nombrada por la reina Victoria.
- El elemento niobio se llamó primero columbio, un nombre que algunas personas todavía usan hoy en día. El nombre columbio, fue acuñado por el químico inglés Charles Hatchett tras su descubrimiento del metal en 1801, reflejando que el mineral provenía de América.
- Avenidas y calles en varias ciudades y pueblos de los Estados Unidos se nombraron Columbia Avenue o Columbia Street, como el Distrito Histórico Columbia Avenue en Davenport, Iowa, y varias avenidas Columbia en ciudades de Pensilvania.
- Condado de Columbia, Pensilvania.
- La canción «Columbia, Gem of the Ocean» (1843) conmemora a los Estados Unidos bajo el nombre de Columbia.
- Columbia Records, fundada en 1888, tomó su nombre de su sede en el Distrito de Columbia.
- El antiguo nombre legal de la cadena CBS era Columbia Broadcasting System, utilizado por primera vez en 1928. El nombre derivaba de un inversor, Columbia Phonograph Manufacturing Company, propietario de Columbia Records.
- El módulo de comando de la nave espacial Apolo 11, la primera misión tripulada para aterrizar en la Luna, se llamó Columbia (1969).
- El transbordador espacial Columbia, construido en 1975-1979, recibió su nombre del navío explorador Columbia.
- Una personificación de Columbia aparece en el Tío Sam, una novela gráfica sobre la historia de Estados Unidos (1997).
- El escenario del videojuego de 2013 BioShock Infinite es la ciudad ficticia de Columbia, que hace uso frecuente de la imagen de Columbia. La propia Columbia se cree que es un arcángel por los ciudadanos.
- Tanto en el logotipo como en la secuencia de apertura de Columbia Pictures.